# El debut de la modelo
El debut de la modelo o El comienzo de la modelo es un lienzo de formato ovalado de 50 x 63 cm pintado por Jean Honoré Fragonard en 1769. El cuadro se conserva en el Museo Jacquemart-André de París.
Se trata de un cuadro de gabinete, de pequeño formato, para el coleccionismo y contemplación privados, con escenas íntimas o eróticas vistas desde la perspectiva de un pícaro mirón (voyeur) en un entorno contemporáneo, típico del rococó francés. Aquí, una jovencita se presenta para posar como modelo, dejando hacer a su madre, que no duda en desvelar sus atributos mirando interrogativa al joven pintor que la evalúa sonriente, ocupado en alzar con la punta del tiento o apoyamanos las enaguas de la beldad que se le ofrece.